# Sinfonia n.º 9 (Dvořák)

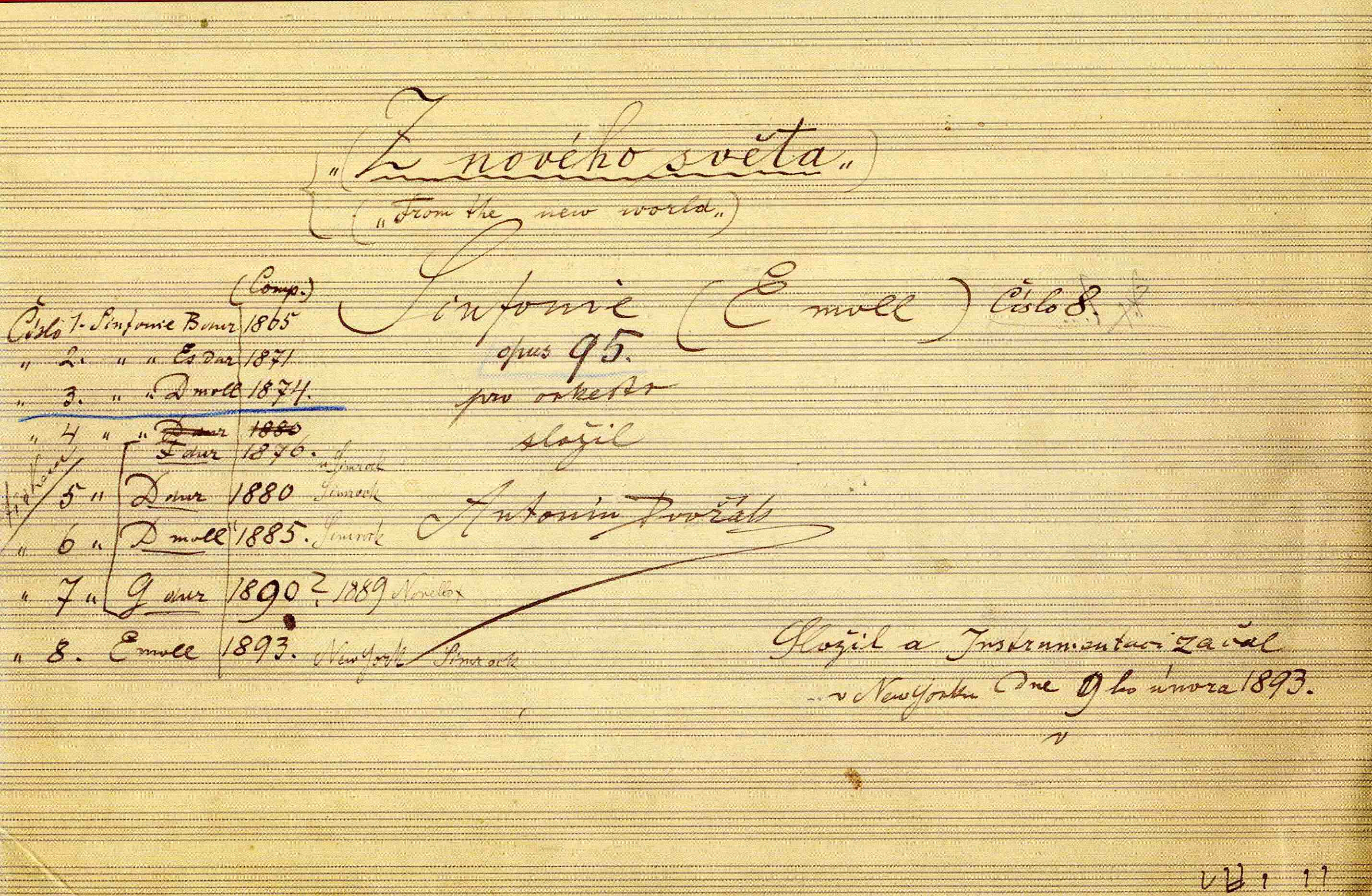
Composto por joel patrício

A Sinfonia Nº. 9 em Mi menor (Op. 95), popularmente conhecida como Sinfonia do Novo Mundo, é uma sinfonia do compositor checo Antonín Dvořák. A obra foi composta no ano de 1893 quando Dvořak estava nos Estados Unidos e é a sinfonia mais conhecida do autor.

## Andamentos
- 1. Adagio, Allegro Molto - 13 min
- 2. Largo - 16 min
- 3. Scherzo: Molto vivace - 7.5 min
- 4. Allegro con fuoco - 13 min

## História
A Nona Sinfonia foi criada em 1892 no período em que o compositor estava nos Estados Unidos, ao mesmo tempo que estava encantado com o novo lugar sentia saudades de sua terra. Essa confusão fica explícita na Nona Sinfonia op.95 quando temas americanos dialogam com os eslavos e a obra ganha um tom trágico, o que mostra a escolha de uma tonalidade menor (mi menor) para ser a base da sinfonia.
A obra estreou em 1893 no Carnegie Hall de Nova York em comemoração ao aniversário da conquista do novo mundo, fato que deu nome à obra.

## Os Movimentos

### Primeiro Movimento
O primeiro movimento começa com um Adagio curto que expõe os temas e motivos da sinfonia. No Allegro Molto os temas são variados e novos motivos surgem. A obra é bastante rápida e viva diferentemente do Adagio.

### Segundo Movimento
O Largo é tranquilo e doce, destacam-se o corne-inglês, a flauta e o oboé -esses dois quase sempre em pianíssimo- as cordas fazem a harmonia e terminam expondo o primeiro tema do movimento.

### Terceiro Movimento
Esse Scherzo de início parece até um plágio da Nona Sinfonia de Beethoven, mas depois se converte em uma inegável obra de Dvorák. Depois do Scherzo entra o  Poco sostenuto  cujo tema principal é derivado do Largo. Depois reaparece o Scherzo descendo até pianíssimo para terminar num acorde fortíssimo da orquestra.

### Quarto Movimento
O Allegro con Fuoco é quase um pot-pourri de todos os temas da sinfonia. Esse movimento é o mais importante porque dá unidade à obra. Ele copiou totalmente ou parafraseou todos os temas nesse movimento, que é quase um resumo da sinfonia.

## Instrumentação
A orquestra descrita para a peça compõe-se dos seguintes instrumentos:
| Família   | Instrumentos |
| --------- | --- |
| Madeiras  | - piccolo (dobrado pela 2ª flauta) - 2 flautas - 2 oboés - corne inglês (dobrado pelo 2º oboé) - 2 clarinetes em lá (si bemol no 2º mov.) - 2 fagotes |
| Metais    | - 4 trompas em mi, dó e fá - 2 trompetes em mi, dó e mi bemol - 2 trombones tenor - trombone baixo - tuba (apenas 2º mov.)                            |
| Percussão | - tímpanos - triângulo (apenas 3º mov.) - pratos (apenas 4º mov.)                                                                                     |
| Cordas    | - primeiros violinos - segundos violinos - violas - violoncelos - contrabaixos                                                                        |